# Misteriose forme di vita
Misteriose forme di vita (Nightflyers) è un film del 1987 diretto da Robert Collector e ispirato al racconto Nightflyers di George R. R. Martin.

## Trama
Lo scienziato Michael D'Brannin noleggia la nave spaziale Nightflyer per imbarcare una spedizione scientifica che parta alla ricerca di tracce di una particolare forma di vita, ipertecnologica, che si muove nel cosmo rilasciando misteriosi segnali. A bordo della nave i membri della spedizione, un gruppo eterogeneo che comprende xenobiologi, telepati, linguisti e varie figure professionali, deve convivere in uno spazio relativamente ristretto e iniziano a conoscersi stabilendo vari tipi di relazioni interpersonali. A gravare su tutti è l'ombra del capitano della nave Royd Eris, che vive recluso in un'area sigillata della nave e interagisce con gli altri solo tramite ologrammi e videocamere.